# Karel Hartmann
Karel Hartmann, češki hokejist, * 6. julij 1885, Praga, † 16. oktober 1944, Auschwitz. 
Hartmann je bil hokejist kluba ČSS Praga, za češkoslovaško reprezentanco pa je igral na enih olimpijskih igrah, kjer je bil dobitnik bronaste medalje, in treh evropskih prvenstvih, kjer je bil dobitnik po ene zlate, srebrne in bronaste medalje. 